# Placar
Placar (deutsch: „Ergebnistafel“) ist eine der wichtigsten brasilianischen Sportzeitschriften. Die erste Ausgabe erschien im März 1970. Hauptthema der Zeitschrift ist Fußball. Das ursprünglich wöchentlich herausgegebene Magazin erscheint dieser Tage monatlich. Herausgeber war ursprünglich der brasilianische Großverleger Grupo Abril. Im November 2022  wurde Placar von der Editora Score, einem brasilianischen Ableger der US-amerikanischen Score Group, übernommen.
Seit 1973 vergibt Placar alljährlich die Bola de Ouro („Goldener Ball“), eine Ehrung, die einer Auszeichnung zum Fußballer des Jahres in anderen Ländern gleichkommt. Placar vergibt nach jedem Spieltag der brasilianischen ersten Liga, der Série A Benotungen für die einzelnen Spieler und der Preis wird am Saisonende an den Spieler der besten Gesamtbenotung vergeben. Dadurch kommt die Vielzahl der im Ausland spielenden brasilianischen Profis, darunter fast alle Nationalspieler, nicht in die Wertung. An die bestbenoteten Spieler auf jeder einzelnen Spielposition wird die Bola de Prata (Silberner Ball) vergeben.